# Грег Гарбовски
Грегъри Робърт Гарбовски – Грег (на английски: Gregory Robert Garbowsky) (роден на 10 септември 2009) е американски музикант от Ню Джързи, най-вече известен като бас китариста на поп групата Jonas Brothers.

## Музикална кариера
Грег пише песни заедно с Jonas Brothers, включително „Tonight“ от албума A Little Bit Longer, „Games“ от Jonas Brothers, „Poison Ivy“ и „Fly with Me“ от Lines, Vines and Trying Times. „Fly With Me“ е включена във финалните надписи на Нощ в музея 2.
През 2009 Грег пише песента „Full Moon Crazy“ за групата Honor Society. Песента е от първия им албум, Fashionably late, който излиза на 15 септември 2009, и дава името на първото турне на групата.
Гарбовски свири за Jonas Brothers от началото на 2005 и е бил на сцената с тях заедно със Стиви Уондър, Брад Пейсли, Майкъл Смит, Ейми Грант, Деми Ловато, Джордин Спаркс, Майли Сайръс/Хана Монтана, Джеси Маккартни, Тейлър Суифт и други. Освен това в колежа е свирил в групата „Level Zero“, която сега все още свири в Ню Джързи от името „Afterall“.

## Телевизия и кино
Гарбовски участва с Jonas Brothers в много телевизионни предавания като Добро утро Америка и Вечерното шоу на Джей Лено. Освен това участва в няколко епизода на Джонас Брадърс: Изживей мечтата и концертните филми на Хана Монтана и братята.
|  | Тази страница частично или изцяло представлява превод на страницата Greg Garbowsky в Уикипедия на английски. Оригиналният текст, както и този превод, са защитени от Лиценза „Криейтив Комънс – Признание – Споделяне на споделеното“, а за съдържание, създадено преди юни 2009 година – от Лиценза за свободна документация на ГНУ. Прегледайте историята на редакциите на оригиналната страница, както и на преводната страница, за да видите списъка на съавторите. ВАЖНО: Този шаблон се отнася единствено до авторските права върху съдържанието на статията. Добавянето му не отменя изискването да се посочват конкретни източници на твърденията, които да бъдат благонадеждни. |